# Bulbul à poitrine jaune
Chlorocichla flaviventris
Espèce
Statut de conservation UICN

 LC  : Préoccupation mineure
Le Bulbul à poitrine jaune (Chlorocichla flaviventris) est une espèce de passereau de la famille des Pycnonotidae.

## Répartition
Cet oiseau vit en Afrique du sud de la République démocratique du Congo et du Kenya jusqu'en Afrique du Sud.

## Habitat
Son habitat naturel est les forêts sèches, les savanes sèches et les forêts humides de plaine subtropicales ou tropicales.

## Sous-espèces
D'après Alan P. Peterson, cette espèce est constituée des trois sous-espèces suivantes :
- Chlorocichla flaviventris centralis Reichenow 1887 ;
- Chlorocichla flaviventris flaviventris (Smith,A) 1834 ;
- Chlorocichla flaviventris occidentalis Sharpe 1882.